# Johann Jacob Ohlenschlager (Politiker, 1799)
Johann Jacob Ohlenschlager (* 26. September 1799 in Frankfurt am Main; † 26. November 1867 ebenda) war ein Politiker der Freien Stadt Frankfurt.
Johann Jacob Ohlenschlager (zur Abgrenzung von seinem gleichnamigen Vater Johann Jacob Ohlenschlager auch Johann Jacob Ohlenschlager jun.) war Fischer in Frankfurt am Main. Von 1838 bis 1857 war er als Ratsverwandter Mitglied im Senat der Freien Stadt Frankfurt. Er gehörte dem Gesetzgebenden Körper 1837 bis 1838 an. Nach der Revolution von 1848/1849 in der Freien Stadt Frankfurt unterlag er Eduard Souchay bei der Wahl in den Verfassungsausschuss.